# تيرينو ادرياتيكو 2009
تيرينو ادرياتيكو 2009 (بالإنجليزية: 2009 Tirreno–Adriatico)‏ هو سباق دراجات هوائية أقيم بتاريخ 11–17 مارس، تكون السباق من 7 مراحل وامتدّ لمسافة 1095 كم بسرعة 39.64 كم/س، استغرق السباق 27 ساعة 37 دقيقة 22 ثانية. فاز به الإيطالي ميشيل سكاربوني وحلّ ثانيا الإيطالي ستيفانو جارزيلي بينما حصل على المركز الثالث الألماني أندرياس كلودن.

## الترتيب
| م                     | الدرّاج          | البلد   | الزمن                     |
| --------------------- | --------------- | ------- | ------------------------- |
| الفائز بالترتيب العام | ميشيل سكاربوني  | إيطاليا | 27 ساعة 37 دقيقة 22 ثانية |
| الثاني                | ستيفانو جارزيلي | إيطاليا |                           |
| الثالث                | أندرياس كلودن   | ألمانيا |                           |
| التسلق                | إيجوي مارتينيز  | إسبانيا | -                         |